# Аристевс, Фриксос
Фриксос Аристевс  (греч.  Φρίξος Αριστεύς  Афины, 8 февраля 1879 — 21 апреля Афины, 1951) — греческий художник конца 19-го — первой половины 20-го веков. Один из первых греческих художников символистов.

## Биография
Фриксос Аристевс родился 8 февраля 1879 года в Афинах.
В 1892 году и в возрасте всего лишь 13 лет поступил в Афинскую школу изящных искусств, где учился у: Воланакиса, Спиридона Просалентиса, Ройлоса, Никифора Литраса и у скульптора Георгия Врутоса.
Окончил «Школу» в 1897 году.
После кратковременного пребывания в Вене, продолжил учёбу в Мюнхенской академии художеств (1897—1900) у Николаоса Гизиса.
В 1901 году, после кратковременной остановки во Флоренции, Аристевс вернулся в Афины. Через год он женился на Лизе Коэн. У четы не было детей.
Аристевс принял участие во множестве выставок в Греции и за границей.
В 1911 году он выставлялся в Kunstverein в Мюнхене, где были отмечены его следующие работы : «Афродита», «Смерть», «Ночь», «Меланхолия».
Является автором ряда патриотических афиш написанных в годы Балканских войн.
Кроме этого, Аристевс организовал 12 персональных выставок в Афинах, городах Патры, Волос и в освобождённой македонской столице, городе Фессалоники.
Аристевс принял участие во Всемирной выставке Парижа 1937 года.
Среди его известных работ: «Великий Учитель», «Меланхолия», «Дух Бетховена», «Жертва», «Хронос», «Тучи», «Ахерон», «Пасха в Греции», «Геката», «Пустыня» и другие.
Однако будучи символистом, Аристевс при жизни не был популярным у современной ему греческой публики. Финансовые соображения вынудили его заниматься, кроме живописи, литографией, карикатурой для газет и иллюстрацией книг. Он также работал как скульптор. Одновременно Ариствес преподавал в гимназии.
Аристевс был дружен с оккультистом Полибием Димитракопулосом и иллюстрировал его книги.
После агрессии фашистской Италии против Греции 28 октября 1940 года, Аристевс писал работы в размере и стиле афиш, чем внёс посильный вклад в греческую победу, ставшую первой победой антифашистской коалиции.
Аристевс умер в возрасте 72 лет, 21 апреля 1951 года в Афинах и был погребён на Первом афинском кладбище.

## Автобиография
Аристевс написал две автобиографии. Первая, написанная с началом тройной германо-итало-болгарской оккупации Греции в 1941 году, осталась в рукописи и неизданной.
Вторая была издана после смерти художника, в 1955 году.
На первых страницах автобиографии художник писал:
«Перипетии моей жизни побудили меня к написанию этой биографии, чтобы собрать различные её эпизоды, и, рассматривая её в целом, придать ей верную картину моей личности, с детского шестилетнего возраста по сегодняшний день, когда мне шестьдесят. Три момента характеризуют мою жизнь, и эти три момента сыграли важнейшую роль на всём её протяжении. Первый это любовь к Искусству, второй это любовь к Вечной Женщине и третий это любовь к песне …».

## Историки искусства о Аристевсе
Историк искусства Мария Айвалиоти, рассматривая «феномен Аристевса», в своей работе «Фриксос Аристевс: „Демонический“ и мистический подход к религиозным вопросам» пишет, что Аристевс был особым случаем среди греческих художников, последовавших по дороге символизма.
Хотя Аристевс рано примкнул к движению символизма, ему не удалось стать в своё время одним из видных представителей движения на греческой территории, и в этом контексте, он не получил большого признания.
Его своеобразный характер и картины с темами «чуждыми» для греческих нравов стали двумя сдерживающими факторами для его широкого признания.
Его работы находятся в основном под влиянием немецкого символизма и идеологического и духовного фона, который доминировал тогда в западной Европе.
Говоря о этих композициях, которые являются костяком его творчества, художник оправдывает своё особое предпочтение: «…он (символизм) выражает меня особенно, осмелюсь сказать, что эти идеи являются пожалуй самым оригинальным и благородным видом моих работ, поскольку я часто получал вдохновение от сверхъестественных сил, стоящих выше тленной материи. Благодаря этому общению с нематериальными мирами я сумел передать Бога, Создание и видения духов».
Первая встреча греческой публики с Аристевсом состоялась с его возвращением в Грецию в 1901 году. Он принял участие в двух выставках «Общества любителей искусств». Его работы не прошли незамеченными, но критика была разнообразной и противоречивой. Критик Д.Каронис восхищался картиной «Алилуйя», и охарактеризовал картину «Смерть-Спаситель» как «результат нарушенной фантазии». и нагое рассматривание, как смерть, « всего идеального и высокого».
Напротив, критик под псевдонимом «Ион» отмечал «бесконечно символические работы Аристевса». П.Димитракопулос отмечает работу «Молния», где: «цвета смешаны демонически, синий рядом с красным, жёлтый вблизи черноватого, цвет золы около другого цвета без определённого имени…Картина однозначно символическая…».
А.Филаделфевс писал хвалебную заметку о «Богородице»: «Господин Аристевс своей „Богородицей“ в конечном итоге завоевал всю публику, включая самую трудную, которая до того приходила в дрожь перед скорбными, символическими и трагическими его картинами. Он уже предстал перед нами в качестве владельца всех тайн искусства, способный, несмотря на ужас и трагичность, отобразить мастерством и дар, сладость и улыбку…».
Но работы Аристевса встретили и суровую, враждебную критику. Художник Матьопулос, Павлос, который также выставлялся на этих двух выставках писал: «Это блестящий молодой человек, который не владеет элементарными канонами живописи…Аристевс принёс нам демонов из фантастического мира Штука, и мы благодарны ему за это. Но было бы предпочтительнее, если бы мы увидели его мир».
Другой критик именовал Аристевса плохим подражателем.
Религиозные композиции Аристевса являются значительной частью его работы, не числом, а художественным подходом, который характеризуется явной ссылкой и отображением мистических теорий и диким, почти «демоническим» стилем, который прослеживается во всей его работе. Эти религиозные изображения, смелые и чужие для обычных картин представлявшихся греческой публике, в некоторой степени стали причиной того, что Аристевс не получил всеобщего признания своих современников.
Его интерес к мистике, снам и миру духов, как он сам писал в автобиографии, утверждая что он общался с духами и видел видения, является ключом к пониманию его картин. Одновременно это говорит о том, что он был знаком с теориями Сведенборга и Блаватской, которые в тот период являлись ядром спиритизма.
Фигура Христа — повторяющийся мотив в работах Аристевса и связан с мистическими теориями, в основном с теориями Эдуарда Шюре, где Христос — один из пророков — последовательное перевоплощение одного и того же света, одной и единственной правды.
Аналогичной тематики картина «Великий Учитель», которую сам Аристевс описывает следующим образом: «Христос распят на дереве мира, то есть оливы. Её ветви образуют лиру, символизирующую музыкальность и сладость христианского учения, в то время как её корни распространились на всё человечество, которое склонило колени перед Великим Учителем..».
Элемент, который неразрывно связывает Аристевса с кругами западно-европейских символистов это замена креста лиро-образным деревом. Лира является символом Аполлона и Орфея, что характеризует работы символистов и является косвенной ссылкой на теории Шюре.
А.Сарагиотис пишет, что не следует игнорировать тот факт что Аристевс был знаком с теориями Вагнер, который связывал христианство с культом Аполлона.
В картине Аристевса «Аполлон -Христос» эта идея более чем очевидна. Картина была написана в 1902 году, в результате конкурса журнала «Пинакотека», на тему «греческое воспроизведение фигуры Христа».
Этой же концепции следует картина «Сила Судьбы», в которой дорога на Голгофу усеяна древними греческими руинами.
В свою тематику Аристевс включат также и «демонические» фигуры. Портрет Иуды концептуально и стилистически сравним с более поздним «Люцифером» (1930).
В 1919 году, на своей персональной выставке, Аристевс представил «Каина и Авеля».
Искусствовед А.Котидис считает, что эта работа находится в ряду «первых примеров субъективного искусства, которые стилистически идут дальше натуралистической передачи, в то время как тематически движутся за границы осязаемого ежедневного мира, в мир идей и символов»
Глаз, который занимает центр сцены и отождествляется с Демиургом, связывает Аристевса с западно-европейскими символистами и в частности с Редоном.
Однако в работах Аристевса встречаются и обычные религиозные формы, в частности фигуры ангелов, которые обязаны своим традиционным характером тому факту, что были написаны по частному заказу. В 1923 году Аристевс соверишил поездку на остров Хиос, где по заказу коммерсанта Ф.Аргентиса работал в монастырях острова. В работах «Утреня» (Όρθρος) и «Небо радуется» (Οι ουρανοί αγάλλονται), ангелы написаны в стиле, который искусствоведы связывают с стилем итальянских примитивистов и Филиппа Рунге.
В религиозных композициях Аристевса наблюдается агрессивный реализм, который увёл его от современных ему греческих стереотипов и, фатальным образом, привёл самого художника на окраины художественной жизни.